# Trzebieńczyce (przystanek kolejowy)
Trzebieńczyce – nieczynny przystanek kolejowy w Trzebieńczycach, w województwie małopolskim, w Polsce. Znajduje się tu 1 peron.